# Грам-позитивні бактерії

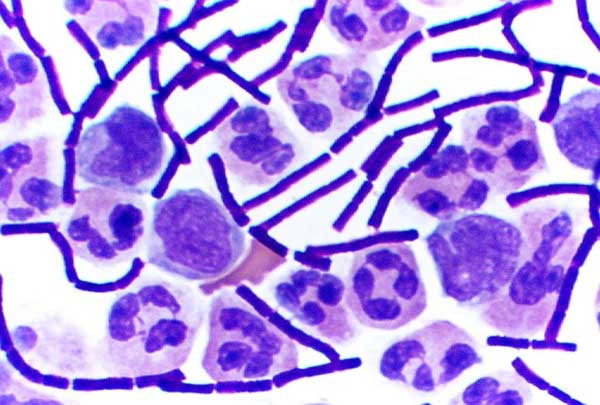
Грам-позитивні бактерії сибірки (фіолетові палички) в зразку цереброспинальної рідини. Інші клітини — білі кров'яні тільця

Грампозитивні бактерії — бактерії, які зберігають фарбник кристал-віолет протягом процедури фарбування за Грамом. Грам-позитивні бактерії проявляються блакитним або фіолетовим кольором під мікроскопом, тоді як грам-негативні бактерії мають червоний або рожевий колір. Різниця в класифікації значною мірою спирається на різницю структури клітинних стінок.

## Характеристики
У грам-позитивних бактеріях загалом присутні такі характеристики:
1. Дуже товста клітинна стінка, складена з пептидоглікану
2. Якщо присутні джгутики, вони містять два кільця для підтримки (додаткові два кільця не є необхідними, на відміну від грам-негативних бактерій, оскільки товста клітинна стінка надає достатню підтримку)
3. Наявність тейхоєвих кислот, які служать для прикріплення до інших бактерій та деяких поверхонь.

## Історія терміна
У ранніх класифікаціях грам-позитивні бактерії складали тип Firmicutes, але зараз цей термін використовується лише для однієї, хоча й найбільшої, їх групи. Тип Firmicutes включає багато відомих родів, таких як Bacillus, Listeria, Staphylococcus, Streptococcus, Enterococcus та Clostridium. Зараз цей тип також включає Mollicutes, бактерій подібних до мікоплазм, які зовсім не мають бактеріальної клітинної стінки і тому не фарбуються за Грамом, але мають спільне походження з грам-позитивними формами.
Інша головна група грам-позитивних бактерій — тип Actinobacteria, або група грам-позитивних бактерій з високим вмістом G+C (тобто відносним вмістом гуанозину і цитозину в ДНК), на відміну від Firmicutes, які мають низький вміст G+C. Історично вважалося, що якщо друга мембрана — отримана ознака, обидві групи можуть бути основними на філогенетичному дереві бактерій, інакше вони — ймовірно відносно недавня монофілетична група. У деякий момент їх навіть розглядали як можливих предків архей та еукаріотів, через відсутність другої мембрани та через деякі біохімічні ознаки, наприклад, присутність стеролів. З появою молекуляроної філогенетики, заснованої на аналізі 16S рРНК, грам-позитивні бактерії були остаточно розділені на Firmicutes і Actinobacteria.